# Йоганн Готліб Штефані
Йоганн Ґотліб Штефані (нім. Johann Gottlieb Stephanie; нар. 19 лютого 1741, Бреслау — пом. 23 січня 1800, Відень) — австрійський драматург, лібретист, актор.
Автор лібрето до опер Моцарта «Викрадення із сералю» (1782, за п'єсою Крістофа Бретцнера) та «Директор театру» (1786), а також популярної комічної опери Діттерса фон Діттерсдорфа «Доктор та аптекар» (1786) та інших.